# Розріз пласта (покладу)
Розріз пласта (покладу) — зображення в певному масштабі пласта (покладу), виробок у проєкції на січну площину. Частіше за все застосовуються вертикальні і горизонтальні Р. Вертикальні Р., на яких зображені умови залягання гірських порід різного віку і складу, форми покладів і зміни їх потужності, геол. структури, різні фації і їх взаємні переходи, наз. геологічними. Вони звичайно будуються вхрест простягання гірських порід і пов'язуються з лініями розвідувальних свердловин і гірничих виробок. Горизонтальні Р. звичайно приурочуються до експлуатаційних горизонтів гірничих робіт шахти (кар'єру, рудника).